# 피에트로 바돌리오
피에트로 바돌리오(이탈리아어: Pietro Badoglio, 1871년 9월 28일 ~ 1956년 11월 1일)는 이탈리아의 군인이자 정치인이다.
그는 무솔리니 정권 때 총리로 임명되어 제2차 이탈리아-에티오피아 전쟁에서 이탈리아군을 승리로 이끌었으며, 제2차 세계 대전 때 이탈리아가 연합국에 투항하자 내각을 개편하여 정부 수반을 지냈다.

## 생애
1871년 이탈리아 그라차노 몬페라토에서 태어난 피에트로 바돌리오는 제1차 이탈리아-에티오피아 전쟁과 이탈리아-투르크 전쟁에서 포병대로 참전했으며, 제1차 세계 대전 때에는 이탈리아측 대표로 휴전 교섭을 하였다. 이후 1919년에 육군 참모총장을, 1924년부터 1925년까지 브라질 대사를, 1925년에 전군 참모총장을, 1926년에 원수를 지냈으며 1929년부터 1933년까지 이탈리아령 리비아 총독을 지냈다. 베니토 무솔리니 정권의 앞잡이가 된 그는 1935년부터 1936년까지 일어난 제2차 이탈리아-에티오피아 전쟁에서 승리를 이끌어 에티오피아 제국의 부왕으로 임명되었다.
제2차 세계 대전 중이던 1940년에는 소극적인 활동을 한다는 이유로 참모총장과 총사령관직을 사퇴했으며, 1943년 7월 무솔리니가 실각하자 총리에 임명되어 반파시스트 정권을 수립했다. 이후 1943년 9월 연합군과 휴전 협정을 체결함과 동시에 나치 독일에 선전 포고를 하였다.
1944년 4월에는 반파시스트 정당 내각을 개편했으며, 1944년 6월 로마가 해방되자 I. 보노미에게 총리직을 내주고 사임했다.

## 같이 보기
- 이탈리아 왕국 육군